# Pamela Margaret Huby
Pamela Margaret Huby, geborene Clark bis 1956 (* 21. April 1922 in Dulwich, London; † 18. Februar 2019) war eine britische Philosophiehistorikerin.

## Leben
Huby studierte von 1940 bis 1944 und von 1945 bis 1947 an der Lady Margaret Hall, Oxford, und schloss das Studium 1947 mit einem M.A. ab. Sie war von 1944 bis 1945 Assistant Lecturer in Classics an der University of Reading und von 1947 bis 1949 Lecturer in Philosophy am St Anne’s College der University of Oxford. Von 1949 bis 1952 war sie Assistant Lecturer in Philosophy an der University of Liverpool, von 1952 bis 1971 Lecturer, von 1971 bis 1983 Senior Lecturer und von 1983 bis zu ihrer Emeritierung 1987 Reader. Danach blieb sie der Universität Liverpool als Honorary Research Fellow verbunden.
Huby arbeitete auf dem Gebiet der antiken griechischen Philosophie. Sie hat unter anderem Monographien zur griechischen Ethik und zum Verhältnis der modernen Ethik zu Platon, darüber hinaus auch zahlreiche Übersetzungen zu Theophrast sowie zu den neuplatonischen Aristoteles- und Theophrast-Kommentatoren veröffentlicht.
Bekannt war Huby auch für ihre These aus dem Jahr 1967, dass Epikur der Entdecker des Problems des freien Willens gewesen sei, eine These, die heute noch diskutiert wird.

## Schriften (Auswahl)
Monographien
- Greek Ethics. St. Martin’s Press, New York 1967; Neuauflage Thoemmes Press, Bristol/Sterling (Virginia) 1998.
- Plato and Modern Morality. Macmillan, London 1972.

Artikel
- The First Discovery of the Freewill Problem. In: Philosophy. Band 42, 1967, S. 353–362.

Übersetzungen
- Theophrastus of Eresus: Sources for his Life, Writings, Thought & Influence. Hrsg. und übers. von William W. Fortenbaugh mit Pamela Huby, Robert W. Sharples und Dimitri Gutas. Brill, Leiden 1992, Nachdruck mit Korrekturen 1993.
- Simplicius: On Aristotle, Physics 1.3–4. Übersetzt von Pamela Huby und Christopher Charles Whiston Taylor. Bloomsbury, London 2011, ISBN 978-0-7156-3921-4.
- Priscian: On Theophrastus on Sense-Perception; with Simplicius: On Aristotle On the Soul 2.5–12. Übersetzt von Pamela Huby und Carlos Steel. 2. Auflage, Bloomsbury, London 2014, ISBN 978-1-4725-5847-3.
- Philoponus: On Aristotle, Physics 4.6-9. Übersetzt von Pamela Huby. Bloomsbury, London 2014, ISBN 978-1-4725-3916-8.